# Station Ronse
Station Ronse is een spoorwegstation langs spoorlijn 86 in de Belgische stad Ronse. Het is sinds 2016 een kopstation. De sporen richting Saint-Ghislain zijn nog aanwezig tot in Leuze, echter buiten gebruik.
Ronse is een faciliteitengemeente, dit verplicht de overheid (en bij uitbreiding ook overheidsbedrijven zoals de NMBS) tot een zekere vorm van tweetaligheid. Alle opschriften zijn daarom tweetalig Nederlands-Frans met voorrang aan het Nederlands. Zo staat er op het stationsnaambord te lezen "Ronse - Renaix". Ook omroepberichten op de trein dienen in de regel tweetalig te zijn (voor zover ze op het grondgebied van Ronse gebeuren). In de loop van 2021 sloten de loketten hier hun deuren.

## Stationscomplex
In 1857 werd de spoorwegonderneming Compagnie du chemin de fer Hainaut et Flandres opgericht met als doel het bouwen van een spoorlijn tussen Gent en de Borinage teneinde de steenkool uit de Borinage via de haven van Gent te kunnen verschepen. Datzelfde jaar nog kwam de sectie De Pinte-Oudenaarde gereed, 3 jaar later (op 1 september 1861) werd ook de verlenging naar Saint-Ghislain (over Ronse) ingehuldigd. De stations op de lijn kregen min of meer gelijkaardige ontwerpen mee. Te Ronse betrof het een eenvoudig bakstenen gebouw bestaande uit 3 delen: één hoog middendeel (twee verdiepingen) geflankeerd door twee lagere vleugels bestaande uit slecht één bouwlaag en één travee.

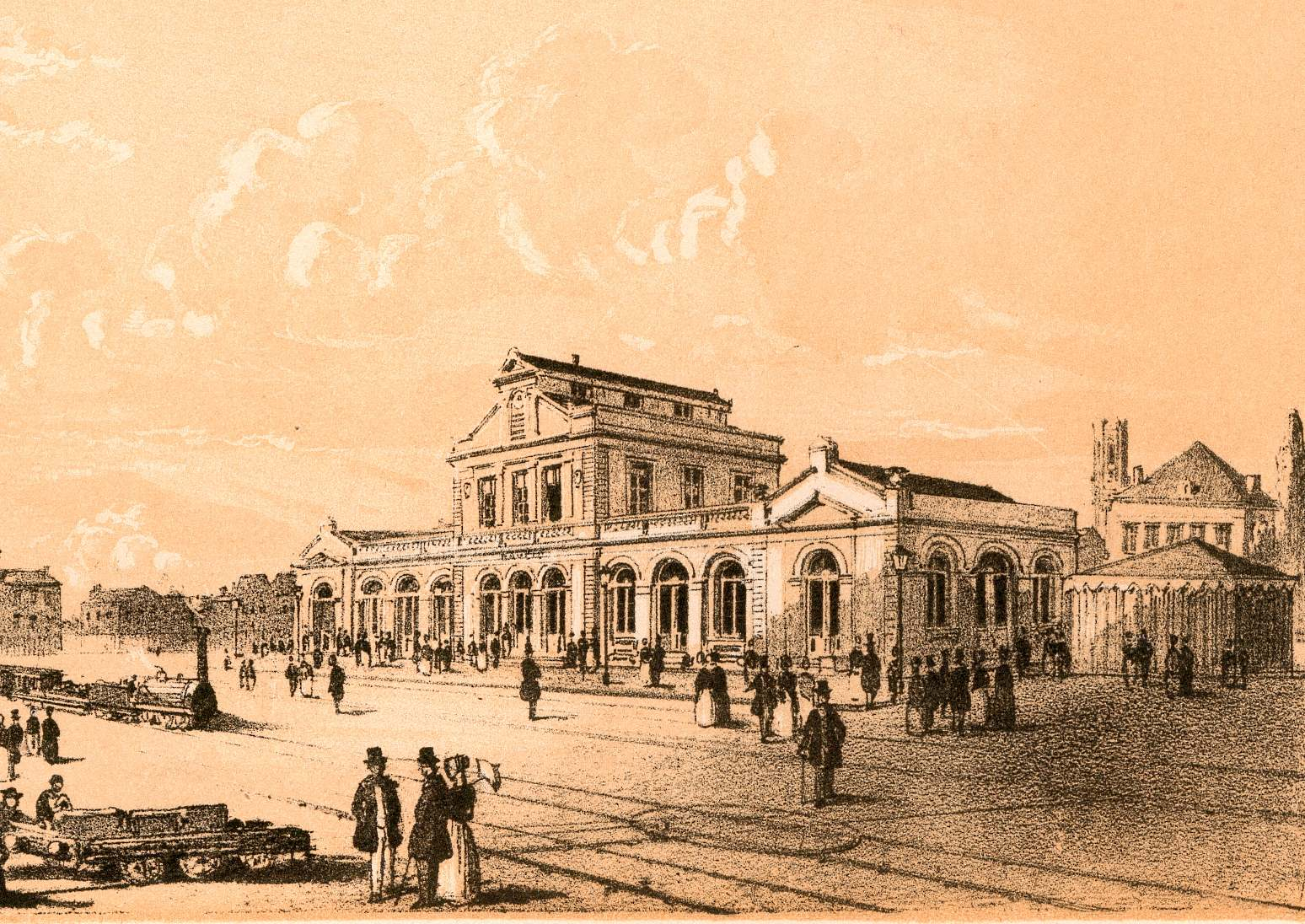
Station van Ronse op zijn vroegere locatie op 't Zand in Brugge rond 1844

Het stationsgebouwtje werd al gauw te klein en vervanging drong zich op. In Brugge zat men op hetzelfde moment met een analoog probleem. Het aldaar aanwezige, in 1844 opgetrokken classicistische station (ontworpen in 1841 door Auguste Payen) kon de alsmaar toenemende reizigersstroom niet meer aan. Om ontwerp- en materiaalkosten te sparen werd besloten het Brugse station "te verplaatsen" naar Ronse. Dit geschiedde in 1879: het gebouw werd steen voor steen gedemonteerd, op de trein naar Ronse geladen en daar terug heropgebouwd. Het gebouw werd er ingehuldigd in 1881; volgens andere bronnen in 1893
De binnenzijde van het gebouw werd meerdere keren ingrijpend gerenoveerd, de laatste keer gebeurde dit in 1959. Rechts van het station verrees in 1905, in gelijkaardige stijl, een telefoon- en telegraafgebouw. In 1931 voegde men hieraan een bouwlaag toe. Links, op de locatie van het eerste station, kan men de voormalige goederenloods terugvinden. Kenmerkend is de lengte (20 traveeën), de binnenkant werd in 1924 uitgetekend door architect V. Dupont. De gehele site geniet sinds 1999 het statuut van beschermd monument.
Ronse telt sinds juli 2016 nog maar 2 sporen verdeeld over 2 perrons die op de kop met elkaar verbonden zijn. Omdat Ronse terminus is en slechts 1 trein per uur het station aandoet kiest men er bijna altijd voor op het eerste spoor te halteren. In de spits werd vroeger ook spoor 3 gebruikt. Om spoor 2 te gebruiken dient de reiziger de sporen gelijkvloers te kruisen. Dit is waarschijnlijk de reden waarom spoor 1 de algehele voorkeur geniet. Vroeger beschikte het station over een heuse bundel, de restanten hiervan zijn nog duidelijk waarneembaar (onder meer de "verloren" perronverlichting in de lege ruimte naast het stationscomplex). Sinds 2016 zijn de perrons vernieuwd. Hierbij verdween het derde spoor en worden perron 1 en 2 met elkaar verbonden aan de kop van het station. De perrons zijn nu volledig verhard en hebben nu een hoogte van 76 centimeter, wat het in - en uitstappen vergemakkelijkt.
Ronse beschikt over een overdekt busstation, hier vertrekken niet alleen bussen van De Lijn (voorste perrons) maar ook van TEC (achterste perrons). In de buurt van deze busterminal kan men ook de stationsparking terugvinden. Deze telt een negentigtal plaatsen maar staat erg vaak volzet, mede door het feit dat ook busgebruikers deze parking gretig gebruiken. De fietsenstalling is tussen het stationsgebouw en de goederenloods geprangd, er is ruimte voor ongeveer 75 tweewielers.
In 2021 werd de overkapping van het busstation afgebroken vanwege slechte staat en omdat het de doorgang van de toekomstige fietssnelweg F421 (Geraardsbergen-Elzele-Ronse-Avelgem) belemmerde, het busstation zal ook vernieuwd worden in kader van de vernieuwing van de stationsomgeving.

## Trivia
- Vaak hoort of leest men het verhaal dat bij de heropbouw van het voormalige Brugse station in Ronse een kapitale fout gemaakt zou zijn: het gebouw zou 180° gedraaid zijn; de straatzijde zou aan de zijde van de sporen terechtgekomen zijn en omgekeerd. Echter, de beide gevels zijn volkomen identiek, op de stationsklok bovenaan na, en die staat in Ronse aan de straatzijde zoals het hoort. Dit verhaal steunt dus nergens op en in het standaardwerk van Hugo De Bot, Stationsarchitectuur in België, staat er ook niets over vermeld.[5]
- In 2013-2014 deed het stationsgebouw en perron dienst als filmlocatie voor de film W.- Witse de Film.[6][7].

## Galerij

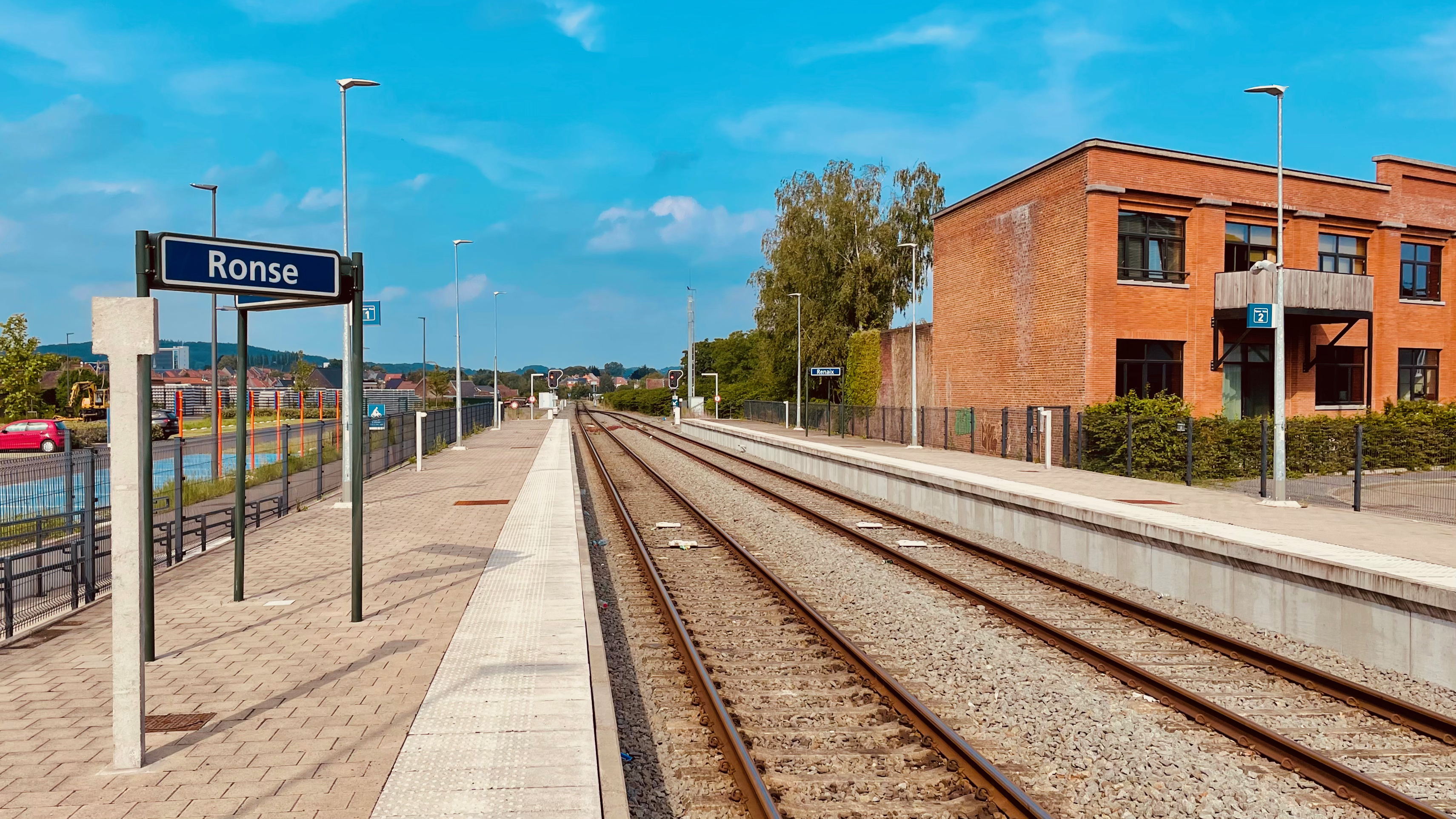
De vernieuwde perrons
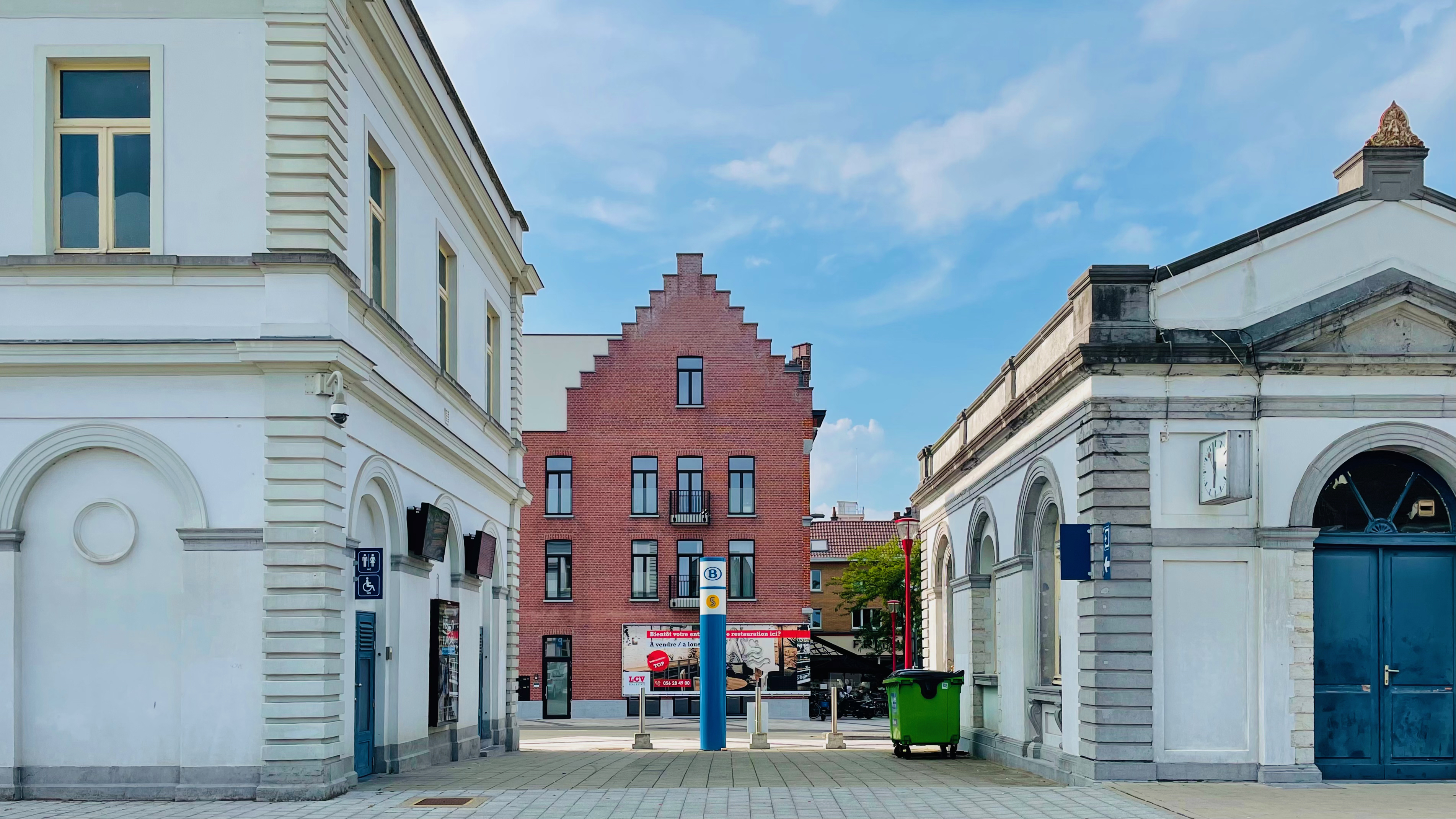
Doorgang naar de perrons
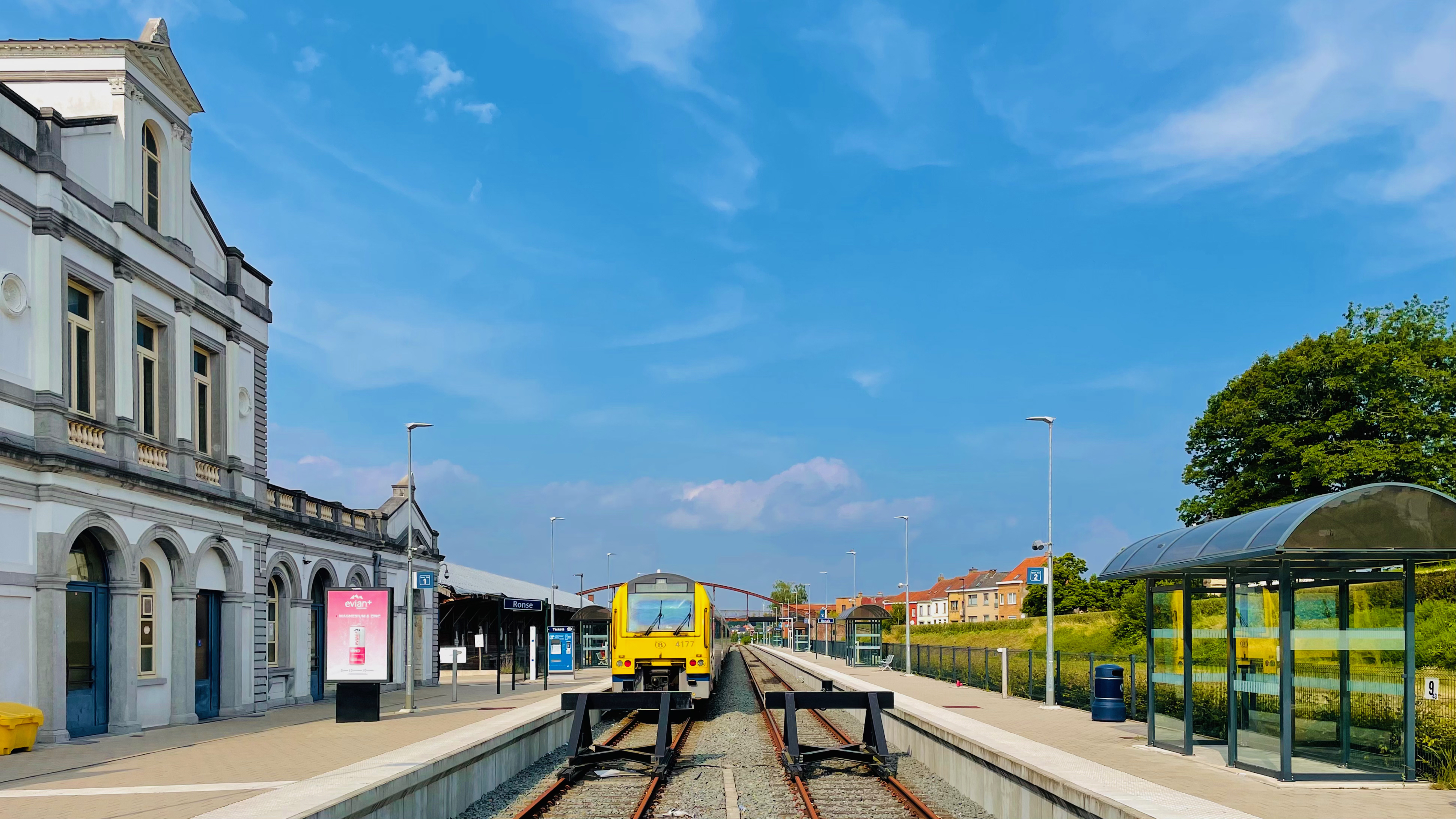
Kop van de spoorweg
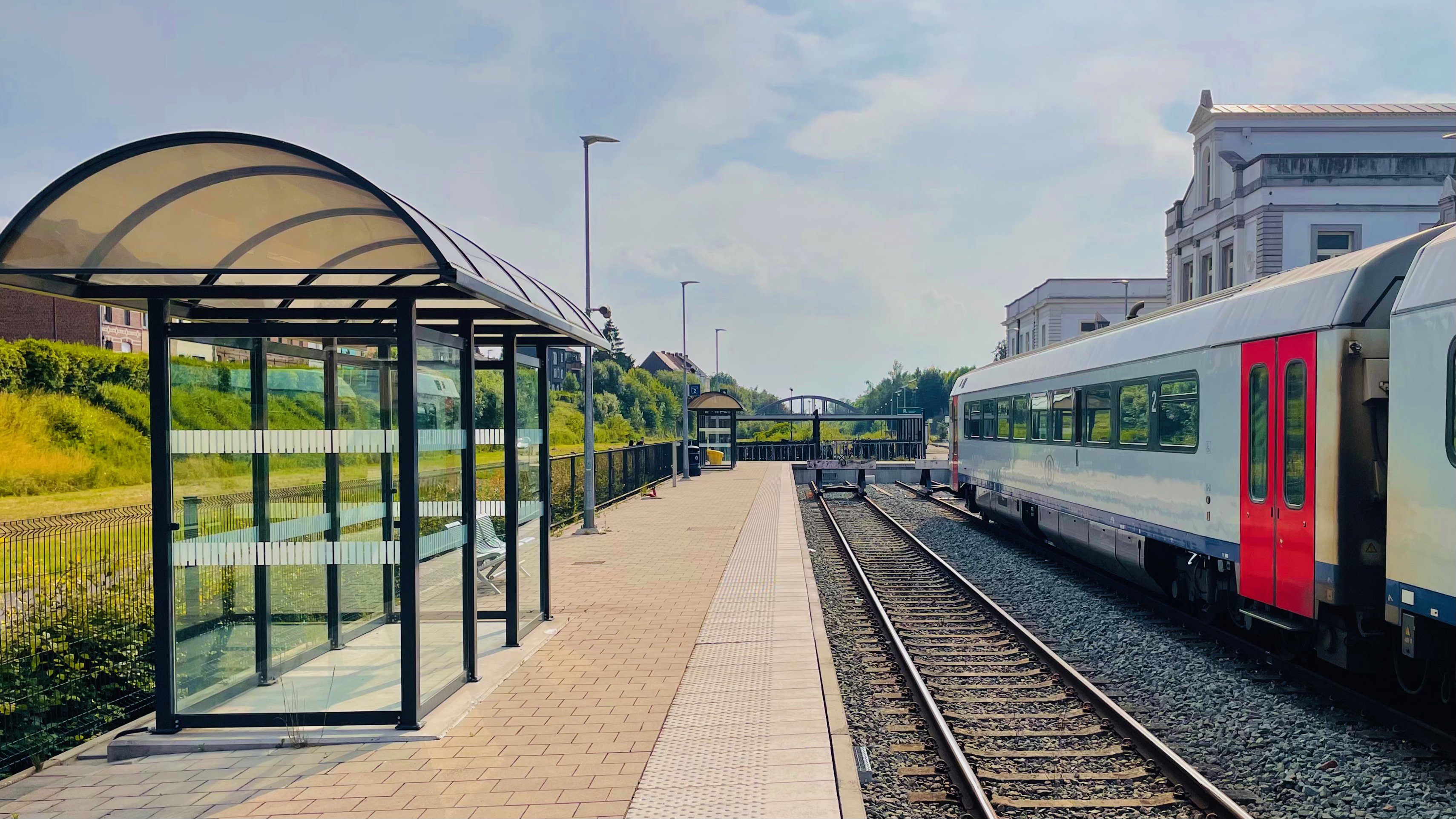
Zicht op het perron
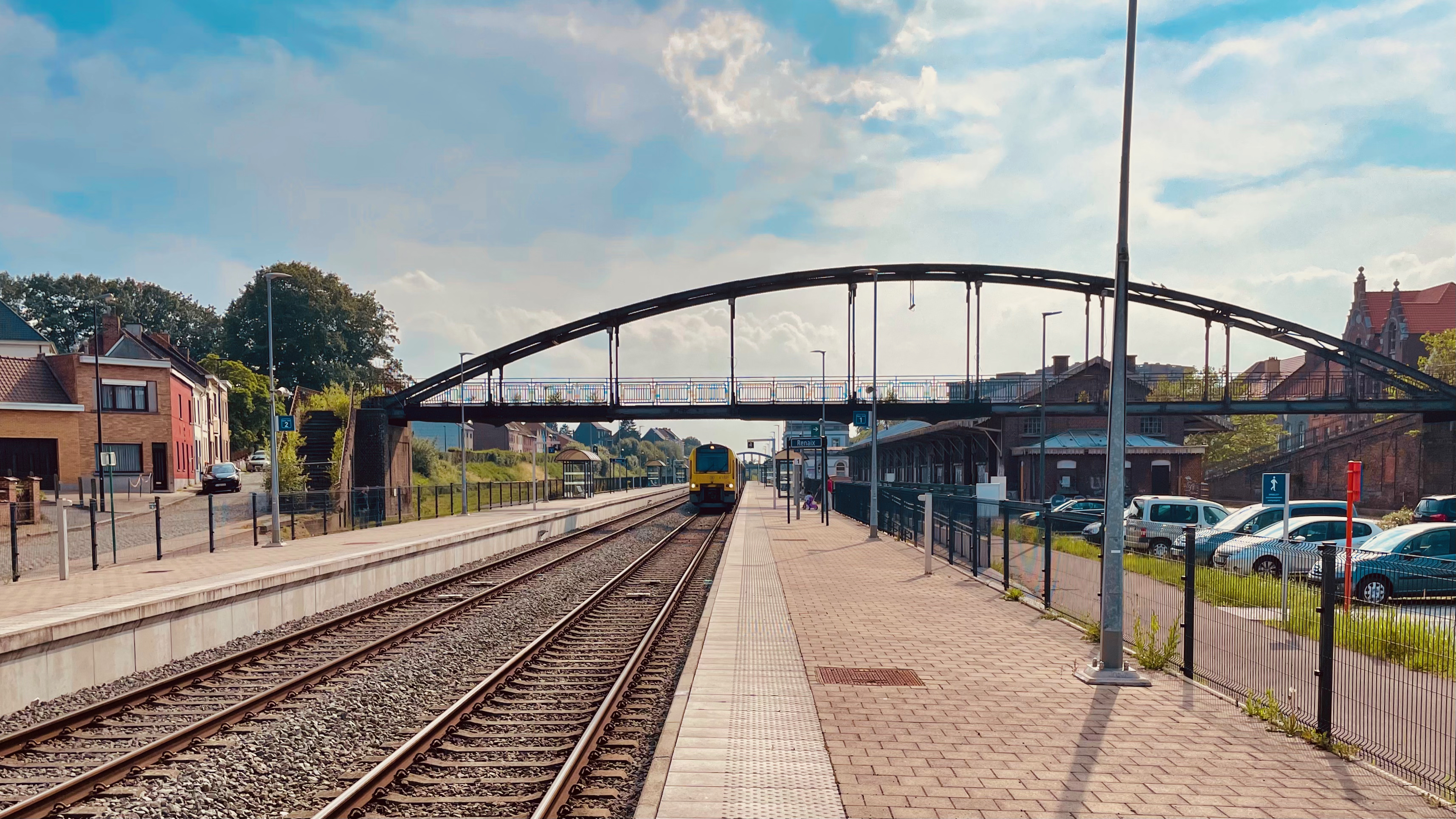
Zicht op oude voetgangersbrug
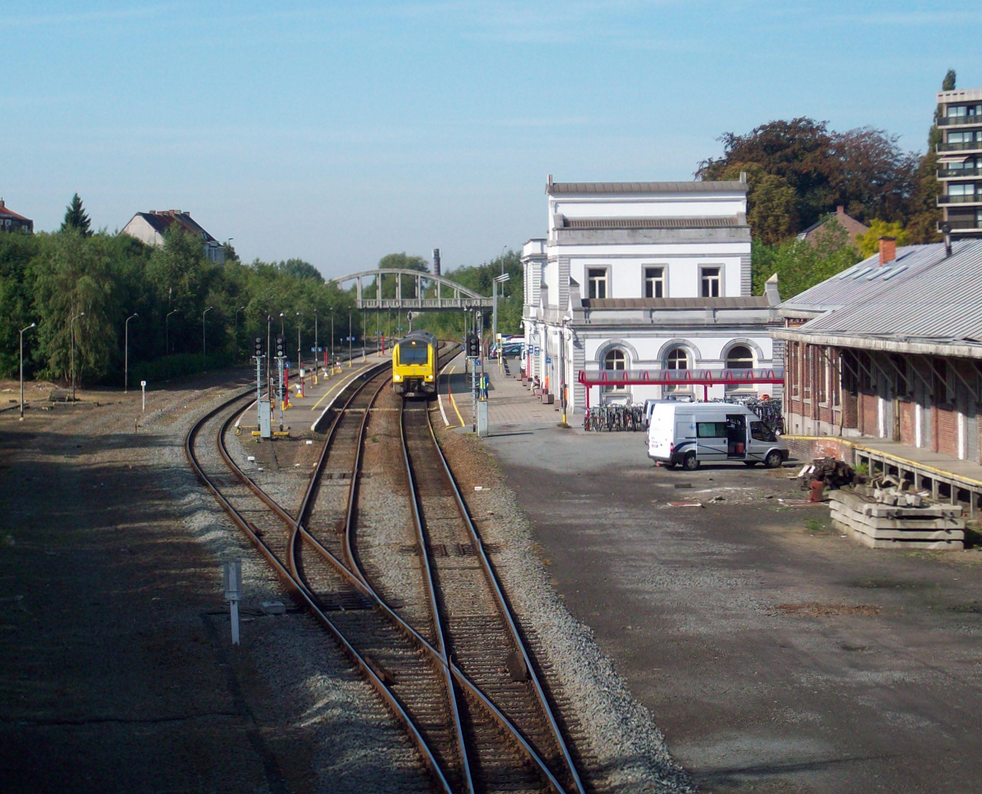
Zicht op het stationscomplex
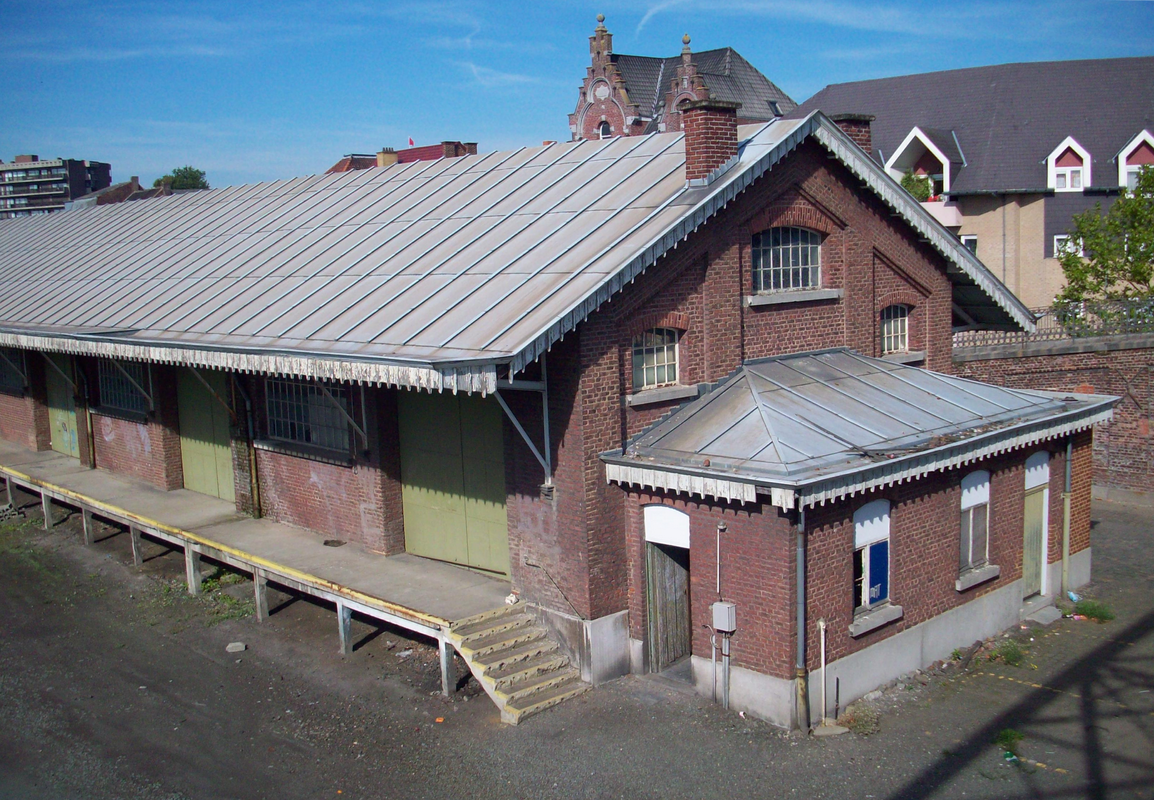
Voormalig pakhuis
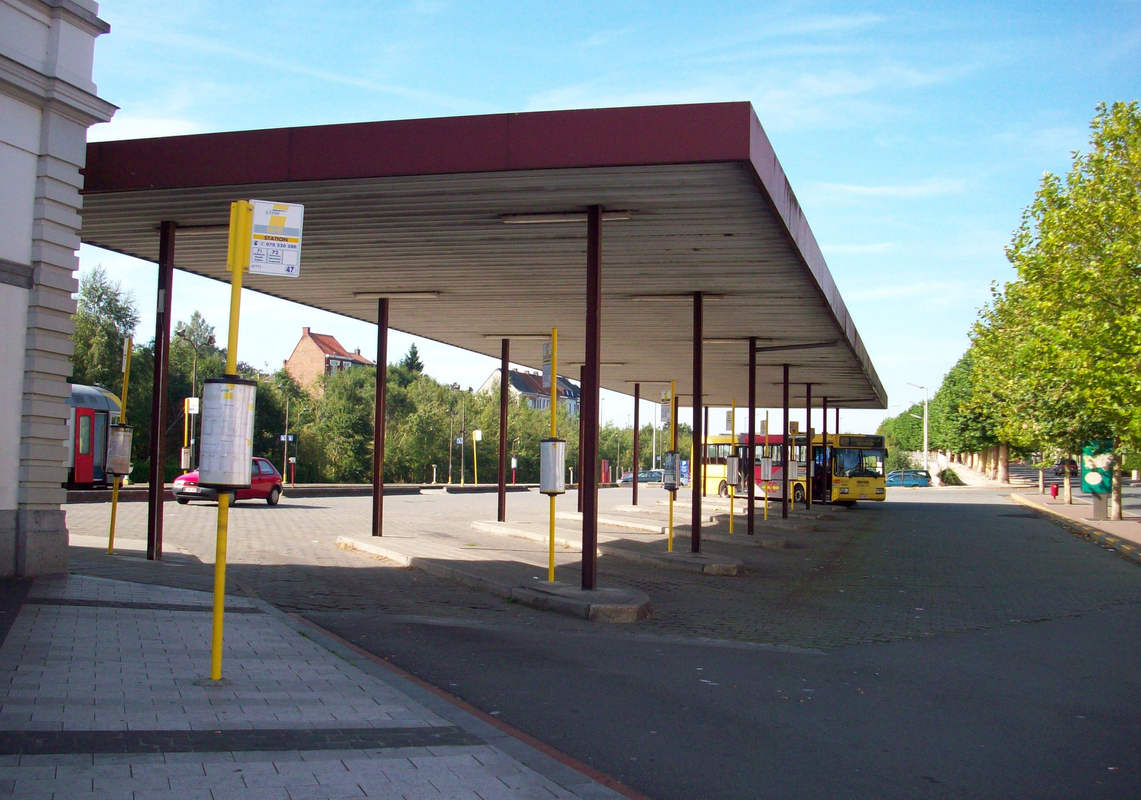
Busterminal
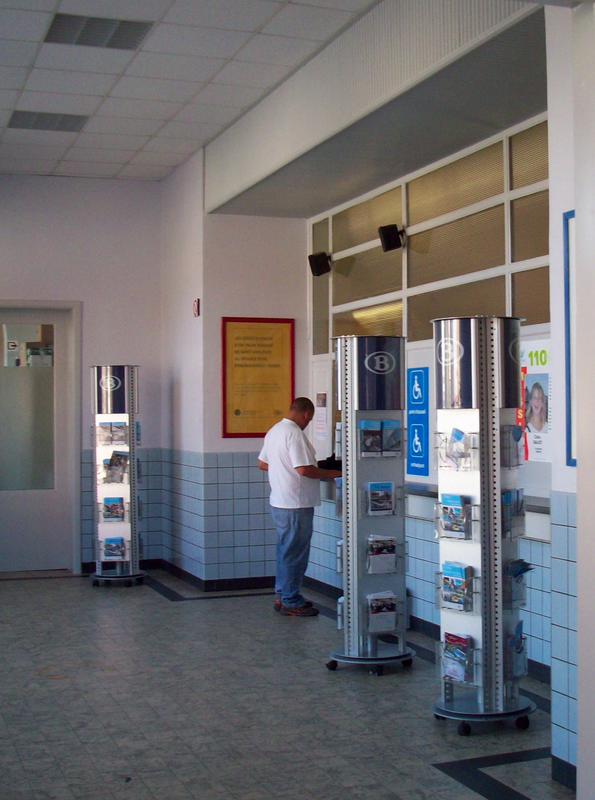
Loket
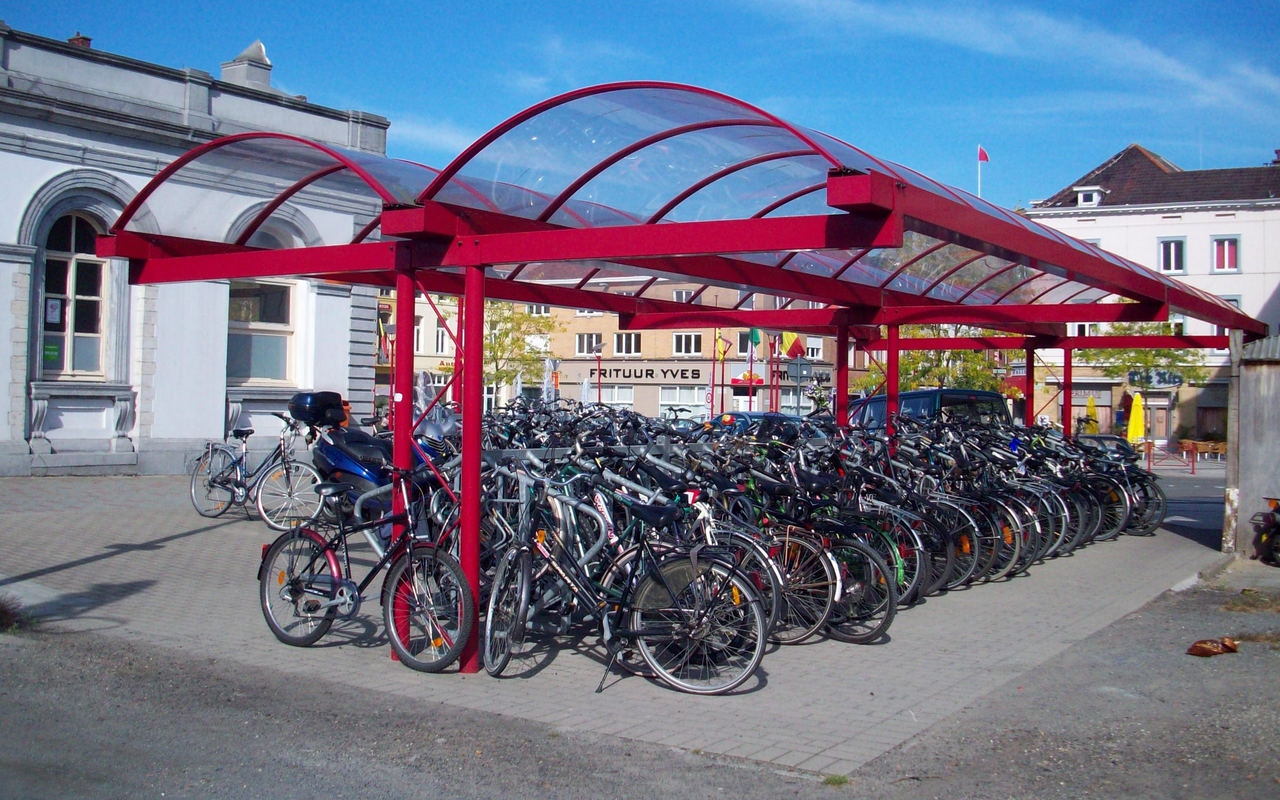
Fietsenstalling

## Treindienst
| Serie       | Treinsoort          | Route                                                                                 | Bijzonderheden |
| ----------- | ------------------- | ------------------------------------------------------------------------------------- | --- |
| S 51        | S-trein Gent (NMBS) | Eeklo – Gent-Sint-Pieters – Oudenaarde – Ronse                                        | Rijdt op zondag 1×/2u.                                                                                                   |
| P 7960/8960 | Piekuurtrein (NMBS) | Geraardsbergen – Zottegem – Gent-Sint-Pieters                                         | Rijdt alleen op werkdagen.                                                                                               |
| S 53        | S-trein Gent (NMBS) | Ronse – Oudenaarde – Gent-Sint-Pieters – Gent-Dampoort – Lokeren – Antwerpen-Centraal | In het weekend wordt lijn S53 verlengd tot Antwerpen-Centraal, en vervangt daarmee lijn S34 van het Antwerpse S-netwerk. |

## Reizigerstellingen
De grafiek en tabel geven het gemiddeld aantal instappende reizigers weer op een week-, zater- en zondag.
| Tabel: aantal instappende reizigers station Ronse | Tabel: aantal instappende reizigers station Ronse | Tabel: aantal instappende reizigers station Ronse | Tabel: aantal instappende reizigers station Ronse |
|                                                   | Weekdag                                           | Zaterdag                                          | Zondag                                            |
| ------------------------------------------------- | ------------------------------------------------- | ------------------------------------------------- | ------------------------------------------------- |
| 1977                                              | 988                                               | 32                                                | -                                                 |
| 1978                                              | 809                                               | 23                                                | -                                                 |
| 1979                                              | 814                                               | 31                                                | -                                                 |
| 1980                                              | 887                                               | 36                                                | -                                                 |
| 1981                                              | 957                                               | 28                                                | -                                                 |
| 1982                                              | 854                                               | -                                                 | -                                                 |
| 1983                                              | 831                                               | -                                                 | -                                                 |
| 1984                                              | 720                                               | 125                                               | 161                                               |
| 1985                                              | 843                                               | 183                                               | 246                                               |
| 1986                                              | 768                                               | 197                                               | 167                                               |
| 1987                                              | 752                                               | 141                                               | 171                                               |
| 1988                                              | 608                                               | 180                                               | 225                                               |
| 1989                                              | 625                                               | 168                                               | 206                                               |
| 1990                                              | 641                                               | 200                                               | 250                                               |
| 1991                                              | 772                                               | 260                                               | 230                                               |
| 1992                                              | 634                                               | 196                                               | 259                                               |
| 1993                                              | 901                                               | 240                                               | 282                                               |
| 1994                                              | 791                                               | 218                                               | 243                                               |
| 1995                                              | 816                                               | 195                                               | 284                                               |
| 1996                                              | 706                                               | 170                                               | 181                                               |
| 1997                                              | 794                                               | 249                                               | 263                                               |
| 1998                                              | 1 162                                             | 242                                               | 311                                               |
| 1999                                              | 663                                               | 162                                               | 148                                               |
| 2000                                              | 790                                               | 246                                               | 238                                               |
| 2001                                              | 761                                               | 163                                               | 222                                               |
| 2002                                              | 739                                               | 210                                               | 214                                               |
| 2003                                              | 830                                               | 245                                               | 222                                               |
| 2004                                              | 836                                               | 247                                               | 256                                               |
| 2005                                              | 828                                               | 274                                               | 296                                               |
| 2006                                              | 852                                               | 295                                               | 216                                               |
| 2007                                              | 989                                               | 246                                               | 284                                               |
| 2008                                              | -                                                 | -                                                 | -                                                 |
| 2009                                              | 1 053                                             | 278                                               | 351                                               |
| 2010                                              | -                                                 | -                                                 | -                                                 |
| 2011                                              | -                                                 | -                                                 | -                                                 |
| 2012                                              | 1 203                                             | 351                                               | 350                                               |
| 2013                                              | 1 277                                             | 321                                               | 395                                               |
| 2014                                              | 1 163                                             | 393                                               | 462                                               |
| 2015                                              | 1 071                                             | 321                                               | 300                                               |
| 2016                                              | 1 083                                             | 289                                               | 382                                               |
| 2017                                              | 1 084                                             | 329                                               | 391                                               |
| 2018                                              | 1 088                                             | 435                                               | 409                                               |
| 2019                                              | 1 212                                             | 484                                               | 275                                               |
| 2020                                              | 791                                               | 148                                               | 233                                               |
| 2021                                              | -                                                 | -                                                 | -                                                 |
| 2022                                              | 893                                               | 518                                               | 385                                               |
| 2023                                              | 1 210                                             | 545                                               | 397                                               |
| 2024                                              | 1 266                                             | 280                                               | 215                                               |

0,0: Aalst ·
2,1: Aalst-Kerrebroek ·
4,2: Vijfhuizen ·
6,5: Erpe-Mere ·
9,0: Bambrugge ·
10,0/11,2: Burst ·
13,0: Terhagen ·
14,3: Herzele ·
16,0: Hillegem ·
17,6: Leeuwergem ·
20,2: Zottegem ·
2,3: Rozebeke ·
3,6: Michelbeke ·
7,7: Nederbrakel ·
10,7: Opbrakel ·
12,7: Vloesberg-Bos ·
15,6: Queneau ·
16,3: Rigoudrie ·
17,9: Elzele ·
23,0: Marijve ·
24,0: Ronse
0,0: Kortrijk ·
2,9: Kortrijk-Luipaardbrug ·
4,5: Zwevegem-Blokken ·
6,0: Zwevegem ·
8,3: Knokke (Zwevegem) ·
11,3: Moen-Heestert ·
12,6: Outrijvestraat ·
15,0: Avelgem ·
17,5: Kluisberg ·
18,7: Orroir ·
21,9: Amougies ·
23,9: Rozenaken ·
25,2: Triburie ·
27,7: Leuzesesteenweg ·
28,7: Ronse
0,0: De Pinte ·
4,5: Eke-Nazareth ·
8,0: Gavere-Asper ·
10,5: Zingem ·
13,3: Heurne ·
15,2: Eine ·
18,0: Oudenaarde ·
20,2: Leupegem ·
23,8: Etikhove ·
28,1: Louise-Marie ·
29,4: Marijve ·
31,7: Ronse ·
35,1: Dergneau ·
37,2: Anvaing ·
39,8: Ellignies ·
41,6: Frasnes-lez-Anvaing ·
46,3: Grandmetz ·
49,2: Leuze ·
53,2: Tourpes ·
56,0: Thumaide ·
57,1: Basècles ·
58,8: Basècles-Groeven
0,0: Zullik ·
3,2: Bois de Lessines ·
6,0: Woelingen ·
8,1: Lessen-Carrières ·
9,9: Lessen ·
12,0: Ghoy ·
15,1: Ogy ·
19,1: Flobecq ·
20,9: Flobecq-Planche ·
22,0: Rigoudrie ·
24,1: Elzele ·
29,2: Maryve ·
30,2: Ronse ·
31,2: Leuzensesteenweg ·
33,7: Tribury ·
35,0: Rozenaken ·
37,0: Amougies ·
40,3: Schalafie ·
42,0: Celles-Schalafie ·
45,2: Pottes ·
48,7: Herinnes Warcoing ·
50,9: Pecq ·
53,1: Leancourt ·
54,0: Obigies ·
57,2: Kain ·
60,0: Doornik